# Philodicus fraternus
Philodicus fraternus là một loài ruồi trong họ Asilidae. Philodicus fraternus được Wiedemann miêu tả năm 1819.